# Lago Whonnock
O lago Whonnock é um lago de água doce localizado na Colúmbia Britânica, Canadá.
Este lago tem uma fauna piscícola variada sendo no entanto uma a que mais se destaca, a truta-arco-íris.
É um lago para quem gosta de pesca com equipamento leve, podendo a pesca iniciar-se com a chegada da Primavera e estender-se até à chegada do Outono, tornando este um destino ideal para uma viagem de pesca, não só de barco, mas mesmo nas margens ou nas reentrâncias lacustres. Neste lago as viagens de noturnas de barco não são possíveis. 
Anexo a este lago foi criado o Parque do Lago Whonnock.